# Lophosia macropyga
Lophosia macropyga là một loài ruồi trong họ Tachinidae.